# 乌古
乌古，辽、金时期在蒙古高原東北部（今蒙古国东方省及内蒙古呼伦贝尔草原）地区生活的游牧民族，又译为乌古里、于厥、羽厥、妪厥律等。在海勒水（今海拉尔河）以北生活的称为“三河乌古”部，而在海勒水以南的就直接称为乌古部。常与敌烈并称。
契丹神册四年（919年），辽太祖征服乌古。会同二年（939年）后，由于辽迁民入其境，乌古经常叛乱。辽圣宗耶律隆绪把俘虏了乌古人另外编制成斡突盌乌古部。辽道宗咸雍四年（1068年），设置乌古敌烈部都统军司。大安年间，平阻卜磨古斯之乱后，辽难以维持其在蒙古草原的控制。寿昌二年（1096年），将乌古、敌烈两部迁徙到了乌纳水附近。金灭辽后，西辽德宗耶律大石北撤，盘踞可敦城。其中一部分乌古部人随之西迁，余众降金，被东迁至庞葛城（今黑龙江省齐齐哈尔）。后不见于史籍记载。现代学者认为一小部分成为弘吉剌族源，一些后裔成为尤卡吉尔人。